# Нзамбимана, Эдуар
Эдуар Нзамбимана (рунди и фр. Édouard Nzambimana; 20 декабря 1945 — сентябрь 2015) — бурундийский политик, премьер-министр Бурунди с 12 ноября 1976 по 13 октября 1978. После упразднения поста премьер-министра, стал министром иностранных дел (до 1982 года).

## Биография
Нзамбимана получил образование в Бельгии, служил в армии в звании подполковника.